# Luçay-le-Libre
Luçay-le-Libre is een gemeente in het Franse departement Indre (regio Centre-Val de Loire) en telt 115 inwoners (2009). De plaats maakt deel uit van het arrondissement Issoudun.

## Geografie
De oppervlakte van Luçay-le-Libre bedraagt 11,3 km², de bevolkingsdichtheid is dus 10,2 inwoners per km².
De onderstaande kaart toont de ligging van Luçay-le-Libre met de belangrijkste infrastructuur en aangrenzende gemeenten.

## Demografie
Onderstaande figuur toont het verloop van het inwonertal (bron: INSEE-tellingen).